# Lia van Leer
Lia van Leer (en hébreu : ליה ון ליר), de son nom de jeune fille Lia Greenberg, née le 8 août 1924 à Bălți en Moldavie et morte le 13 mars 2015 à Jérusalem, est une réalisatrice israélienne, pionnière dans la programmation et l’archive cinématographiques en Israël.
Elle est la fondatrice et directrice de la Cinémathèque de Jérusalem et de celle de Haïfa. Elle a dirigé également le Festival international du film de Jérusalem.

## Biographie
Née le 8 août 1924 à Bălți, alors située en Roumanie mais actuellement en Moldavie, Lia van Leer (Greenberg) est la fille de Simon Greenberg, exportateur de blé et d'Olga Greenberg, membre de l'Organisation internationale des femmes sionistes (WIZO). Après des études dans un lycée public, ses parents l'envoient, en 1940, en Palestine, y rencontrer sa sœur Bruria, une dentiste installée à Tel-Aviv. Les deux sœurs ne revirent jamais leurs parents. Les Allemands arrivèrent à Bălți en juin 1941 et tuèrent leur père, ainsi que deux autres chefs de file de la communauté juive installée dans la ville. Leur mère et leur grand-mère sont déportées dans des camps en Transnistrie, où elles meurent toutes les deux.
Lia déménagea en 1943 à Jérusalem et étudia à l'université hébraïque de Jérusalem. En 1953, elle épouse Wim Van Leer, un ingénieur aéronautique, pilote, dramaturge et producteur cinématographique hollandais, avec qui elle fonda, en 1955, le premier ciné-club du pays à Haïfa. Il devient plus tard la cinémathèque de Haïfa. En 1960, leur collection privée de films permit la fondation de la première institution israélienne en matière d'héritage cinématographique, acceptée au sein de la Fédération internationale des archives du film (FIAF) en 1963.
En 1973, George Ostrovsky, un homme d'affaires brésilien contribua financièrement à la construction d'une cinémathèque dans la vallée de Géhenne, aux murs de la vieille ville de Jérusalem. Teddy Kollek et la fondation hiérosolymitaine mobilisèrent davantage de fonds à travers Hollywood et le reste du monde. C'est ainsi qu'en 1981, la Cinémathèque de Jérusalem ouvre ses portes et Lia van Leer en devient directrice.
Après la mort de son époux en 1991, Lia inaugura le Wim Van Leer à destination de lycéens pour encourager les jeunes réalisateurs. Huit films ont reçu la récompense la première année et en 2008, ce sont ainsi 90 films qui ont été récompensés.

## Récompenses et distinctions
Récompensée en 1988 par le président Chaim Herzog pour son volontariat, elle est faite chevalier de l'ordre des Arts et des Lettres et de l'ordre national de la Légion d'honneur avant de recevoir un Ophir du cinéma en 1998 et le prix Israël en 2004.